# Jardim São Roque
O Jardim São Roque é um bairro localizado no distrito do Campo Limpo, zona sul da cidade de São Paulo. Nele foram nomeadas ruas em homenagem aos comediantes do extinto grupo Os Trapalhões, sendo Rua Comediante Mussum e Rua Comendiante Zacarias.